# Les Années de la Rage et les Heures de l'Amour
Albums de Herbert Pagani
Megalopolis
(1972) Pagani à Bobino
Les Années de la Rage et les heures de l'Amour est le quatrième album d'Herbert Pagani.

## Pistes de l'album
| No | Titre                                | Auteur                           | Durée |
| -- | ------------------------------------ | -------------------------------- | ----- |
| 1. | La Bonne Franquette                  | N.Skorski / H.Pagani             | 3:53  |
| 2. | Des Gens Heureux                     | H.Pagani - E.Lombardi / H.Pagani | 6:34  |
| 3. | Couleur Blue Jean Délavé             | J.Barnel / H.Pagani              | 3:16  |
| 4. | Concerto Pour Pieds Nus et Orchestre | G.Lombardi / H.Pagani            | 4:25  |
| 5. | Ma Méditerranée                      | B.Moraschi / H.Pagani            | 5:00  |
| 6. | L'Étoile d'Or                        | C.Tondini / H.Pagani             | 4:18  |
| 7. | Richard et Léon                      | N.Skorski / H.Pagani             | 3:17  |
| 8. | Le Condamné                          | E.Lombardi / H.Pagani            | 4:00  |
| 9. | Ce N'est Qu'un Au Revoir             | J.Barnel / H.Pagani              | 4:29  |